# Lia Schrievers
Lia Schrievers (* 9. Februar 1998) ist eine deutsche Mountainbikerin, die im Cross-Country aktiv ist.

## Sportlicher Werdegang
Mit dem Mountainbikesport begann Schrievers im Jahr 2011, als sie ihren jüngeren Bruder zum Training begleitete. Mit der Zeit schaffte sie es in den bayrischen Kader und später in den Nationalkader. Als Juniorin gewann sie mehrere Rennen der Internationalen Mountainbike-Bundesliga und der MTB-Bayernliga.
Von 2018 bis 2020 fuhr Schrievers im U23-Weltcup und erzielte Ergebnisse um Platz 20. Im Jahr 2018 startete sie auch bei den Deutschen Meisterschaften im Cross-Country Eliminator XCE und wurde überraschend Deutsche Meisterin. 2019 verteidigte sie ihren Titel erfolgreich. 2020 wurde sie U23-Vizemeisterin im olympischen Cross Country XCO.
In der Saison 2021 startete Schrievers international vorrangig im UCI-Mountainbike-Eliminator-Weltcup und belegte bei den vier Saisonrennen, an denen sie teilnahm, jeweils den zweiten Platz und beendete die Saison auf dem dritten Platz der Gesamtwertung.
2022 erweiterte sie ihre Aktivität auf den längeren Distanzen. Im olympischen Cross-Country startete sie bei allen europäischen Weltcup-Rennen und erzielte als bestes Ergebnis einen 22. Platz in Leogang. In Bad Salzdetfurth wurde sie Deutsche Vizemeisterin, in Polen gewann sie mit dem Maja Włoszczowska MTB Race ein Rennen der hors category. Im Eliminator stand sie in Aalen als Zweite erneut auf dem Weltcup-Podium, bei den Weltmeisterschaften belegte sie den sechsten Platz. Zum Ende der Saison gewann sie mit dem Bara Epic Israel ein Cross-Country-Etappenrennen der hors categorie.
In die Saison 2023 startete sie mit dem Gewinn des Short Track zum Beginn der Internationalen Mountainbike-Bundesliga in Obergessertshausen sowie der Silbermedaille bei den Deutschen Meisterschaften im Eliminator. In Aalen gewann sie das erste Weltcup-Rennen ihrer Karriere. Zudem stand sie auf dem Podium der Deutschen Meisterschaften sowohl im Short-Track als Dritte als auch erneut über die olympische Distanz als Zweite. 2024 wurde sie innerhalb von drei Tagen Deutsche Meisterin im Short Track XCC und über die olympische Distanz XCO sowie Vizeweltmeisterin bei den Mountainbike-Eliminator-Weltmeisterschaften, wozu sie zwischen den Austragungsorten in Obergessertshausen und Aalen pendeln musste.

## Erfolge
2018
- Deutsche Meisterin – Eliminator XCE

2019
- Deutsche Meisterin – Eliminator XCE

2022
- Gesamtwertung Bara Epic Israel (SHC) (mit Naama Noyman)
- Maja Włoszczowska MTB Race (HC)

2023
- ein Weltcup-Erfolg – Eliminator XCE

2024
- Weltmeisterschaften – Eliminator XCE
- Deutsche Meisterin – Cross-Country XCO und Short Track XCC